# Canarium megacarpum
Canarium megacarpum är en tvåhjärtbladig växtart som beskrevs av Leenh.. Canarium megacarpum ingår i släktet Canarium och familjen Burseraceae. Inga underarter finns listade i Catalogue of Life.